# Serial Attached SCSI
Serial Attached SCSI (SAS) és una interfície de transferència de dades en sèrie, successor del Small Computer System Interface (SCSI) paral·lel, encara que es segueixen utilitzant comandes SCSI per interaccionar amb els dispositius SAS. Augmenta la velocitat i permet la connexió i desconnexió de forma ràpida.
L'organització que es troba darrere del desenvolupament de l'especificació SAS és la SCSI Trade Association. Es tracta d'una organització sense ànim de lucre situada a Califòrnia, formada el 1996 per promoure l'ús i el coneixement sobre l'SCSI paral·lel.
La primera versió va aparèixer a finals de 2003: SAS 300, que aconseguia un ample de banda de 3 Gbit/s, augmentant lleugerament la velocitat del seu predecessor, el SCSI Ultra 320 MB/s (2,560 Gbit / s). La següent evolució, SAS 600, aconsegueix una velocitat de fins a 6 Gbit / s, mentre que va arribar a una velocitat de prop de 12 Gbit / s al voltant de l'any 2015.
Una de les principals característiques és que augmenta la velocitat de transferència a l'augmentar el nombre de dispositius connectats, és a dir, pot gestionar una taxa de transferència constant per a cada dispositiu connectat, a més d'acabar amb la limitació de 16 dispositius existent en SCSI, és per això que es vaticina que la tecnologia SAS anirà reemplaçant a la seva predecessora SCSI.
A més, el connector és mateix que s'utilitza en la interfície Serial ATA (SATA) i permet utilitzar aquests discos durs, per a aplicacions amb menys necessitat de velocitat, estalviant costos. Per tant, els discos SATA poden ser utilitzats per controladores SAS però no al revés, una controladora SATA no reconeix discos SAS.

## Història
El 1996 creen la SCSI Trade Association.
El desembre del 2001 la SCSI Trade Association defineix els requisits de mercat per a l'especificació Serial Attached SCSI i assumeix la responsabilitat de promoure aquesta tecnologia a la indústria.
El maig del 2002 es va transferir l'especificació a l'T10 Technical Committee per començar amb la seva estandardització. Aquesta es va planificar per estar acabada a mitjan 2003. El novembre del 2003, Serial Attached SCSI estàndard és publicada per ANSI.
El 2004 apareixen els primers productes i dispositius utilitzant aquesta tecnologia, majoritàriament discs durs i adaptadors.

## Membres
Hi ha quatre tipus de membres en aquesta associació:
1. Sponsor,
2. Principal,
3. Promocional,
4. Interop.

Depenent del tipus de membre s'obtenen diferents drets i beneficis. La quota anual varia entre 4000 i 25000 dòlars.
Com a membres destacats:
- Sponsor: Adaptec, Hewlett-Packard, Intel, LSI Logic, Maxtor, Seagate.
- Principal: Fujitsu, Hitachi, IBM, Western Digital.
- Promocional: Dell, NEC, Texas Instruments.

L'organització està dirigida per un conjunt de directors elegits pels membres amb dret a vot (membres Sponsor i Principal). La SCSI Trade Association no és responsable de l'estandardització tècnica corresponent a les especificacions SCSI, aquesta tasca recau sobre el Comitè T10.
El T10 Technical Committee forma part de l'International Committee on Information Technology Standards (INCITS). Al seu torn, el INCITS depèn de l'American National Standards Institute (ANSI).

## Característiques

### Detalls tècnics
Està dissenyat per permetre majors taxes de transferència i ser compatible amb SATA, i permet fins a 16384 dispositius direccionables en un domini SAS. Això és possible gràcies als dominis SAS, que són un conjunt de ports que es comuniquen entre ells.

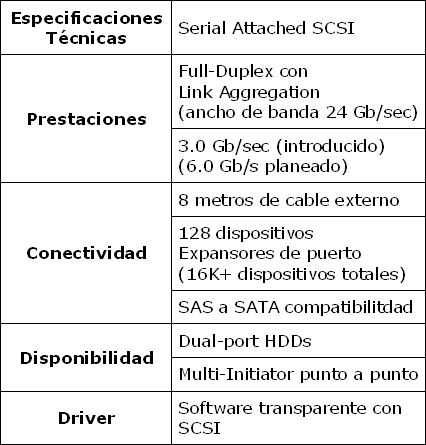
Especificacions tècniques de SAS.

A cada dispositiu SAS se li assigna un nom únic universal World Wide Name (WWN): SAS address (assignat pel IEEE per a cada fabricant particular). Cada WWN identifica unívocament el dispositiu en un domini SAS igual que l'identificador SCSI identifica un dispositiu en un bus SCSI paral·lel.

### Arquitectura

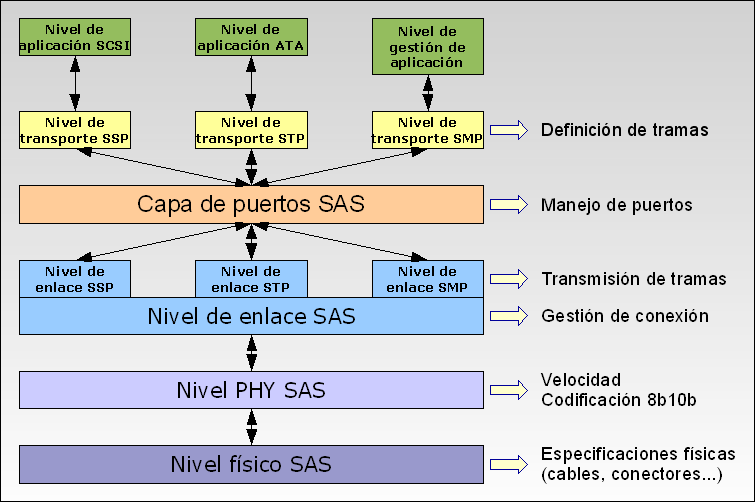
Nivells de l'arquitectura SAS.

L'arquitectura SAS està dividida en cinc nivells:
1. Nivell físic:
  - Defineix les característiques elèctriques i físiques de les connexions.
  - Transmissió mitjançant senyalització diferencial.
  - Interconnexió passiva, amb tres tipus de conductors:
    - SFF 8482 - compatible amb SATA.
    - SFF 8484 - connector intern per connectar fins a 4 dispositius.
    - SFF 8470 - connector extern (InfiniBand connector), fins a 4 dispositius.
2. Nivell PHY:
  - Defineix els protocols de senyalització.
  - Cada PHY conté un transmissor-receptor (transreceiver) i un enllaç físic (unió de dues PHY).
3. Nivell d'enllaç:
  - Proporciona primitives generals i primitives específiques segons el tipus de protocol (SSP, STP, SMP).
  - Manipula les connexions i transmet les trames.
4. Capa de ports:
  - Són una abstracció que agrupa un conjunt de diversos PHY i adreces SAS connectats amb altres PHY.
  - Selecciona el PHY a través del qual enviar la trama.
  - Comunica, la capa d'enllaç de cada PHY, quan obrir i tancar connexions.
5. Nivell de transport:
  - Defineix els continguts de les trames.
  - Suporta tres protocols de transport:
    - Serial SCSI Protocol (SSP): suport de dispositius de disc SAS.
    - Serial ATA Tunneling Protocol (STP): suport de discs SATA.
    - Serial Management Protocol (SMP): control d'expansors SAS (SAS Expanders).
6. Nivell d'aplicació.

## Connectors SAS
| Nom en codi             | Altres noms                                                     | Intern / Extern | Núm pins |
| ----------------------- | --------------------------------------------------------------- | --------------- | -------- |
| SFF-8086                | Internal mini-SAS, internal MSAS                                | intern          | 26       |
| SFF-8087                | Internal mini-SAS, internal MSAS, internal ISAS, internal iPass | intern          | 36       |
| SFF-8088                | External mini-SAS, external MSAS, external ISAS, external iPass | extern          | 26       |
| SFF-8436                | QSFP +, Quad SFP +                                              | extern          | 38       |
| SFF-8470                | InfiniBand CX4 connector, Molex LaneLink                        | extern          | 34       |
| SFF-8482                |                                                                 | intern          | 29       |
| SFF-8484                |                                                                 | intern          | 32/19    |
| SFF-8485                |                                                                 |                 |          |
| SFF-8613                |                                                                 | intern          | 36       |
| SFF-8614 (SFF-8644)     |                                                                 | extern          |          |
| Banda lateral connector |                                                                 | intern          |          |
| SFF-8680                |                                                                 | intern          |          |
| SFF-8639                |                                                                 | intern          | 68       |
| SFF-8638                |                                                                 |                 |          |
| SFF-8640                |                                                                 |                 |          |
| SFF-8681                |                                                                 |                 |          |

## Beneficis de la tecnologia SAS
Fusionar el rendiment i la fiabilitat de la interfície sèrie amb els entorns SCSI existents, SAS ha aportat més llibertat a les solucions d'emmagatzematge sense perdre la base tradicional sobre la qual es va construir l'emmagatzematge per a empreses, atorgant les següents característiques:
- Accelera el rendiment de l'emmagatzematge en comparació amb la tecnologia SCSI paral·lela.
- Garanteix la integritat de les dades.
- Protegeix les inversions en TI.
- Habilita la flexibilitat en el disseny de sistemes amb unitats de disc SATA en un compartiment senzill.